# Cneu Genúcio Aventinense
Cneu Genúcio Aventinense (em latim: Cnaeus Genucius Aventinensis) foi um político da gente Genúcia da República Romana, eleito cônsul em 363 a.C. com Lúcio Emílio Mamercino.

## Família
"Aventinense" era o nome de uma família plebeia da gente Genúcia, um nome derivado da colina do Aventino, que era o bairro de roma onde moravam os plebeus. A família era descendente do tribuno da plebe Cneu Genúcio, assassinado em 473 a.C..

## Consulado (363 a.C.)
Em 363, foi eleito cônsul com Lúcio Emílio Mamercino, num ano que o Senado se ocupou principalmente de tentar aplacar a ira dos deuses. Para tentar acabar com a epidemia de peste, que já estava no seu terceiro ano, os senadores nomearam Lúcio Mânlio Capitolino Imperioso como ditador, que escolheu Lúcio Pinário como seu mestre da cavalaria (magister equitum). Segundo Lívio, o novo ditador deveria cumprir o ritual de pregar um prego na divisão de uma parede do Templo de Júpiter Capitolino, o que teria feito terminar a praga.